# Francesca Comencini
Francesca Comencini (Roma, 19 d'agost de 1961) és una directora de cinema i guionista italiana. Ha dirigit al voltant de quinze pel·lícules des de 1984, quan va debutar en la direcció amb la pel·lícula Pianoforte. La seva pel·lícula Le parole di mio pare va ser presentada al 54è Festival Internacional de Cinema de Canes de 2001. El 2012, la seva pel·lícula Un Giorno Speciale va ser seleccionada per competir pel Lleó d'Or a la 69a Mostra Internacional de Cinema de Venècia.

## Filmografia
- Pianoforte (1984)
- La lumière du lac (1988)
- Annabelle partagée (1991)
- Elsa Morante (1997)
- Le parole di mio padre (2001)
- Un altro mondo è possibile (2001)
- Carlo Giuliani, ragazzo (2002)
- Firenze, il nostro domani (2003)
- Mi piace lavorare - Mobbing (2004)
- Visions of Europe (2004)
- A casa nostra (2006)
- In fabbrica (2007)
- L'Aquila 2009 - Cinque registi tra le macerie (2009)
- Lo spazio bianco (2009)
- Un Giorno Speciale (2012)
- Gomorra - La serie (des del 2014) (sèrie de televisió)
- Amori che non sanno stare al mondo (2017)
- Django (sèrie de televisió) (també director creatiu) (2023)
- Il tempo che ci vuole (2024)

## Premis i distincions
Festival Internacional de Cinema de Venècia
| Any  | Categoria                                   | Pel·lícula       | Resultat  |
| ---- | ------------------------------------------- | ---------------- | --------- |
| 1984 | Premio De Sica                              | Pianoforte       | Guanyador |
| 2009 | Premi Francesco Pasinetti-Millor pel·lícula | Lo spazio bianco | Guanyador |
| 2009 | Premi FEDIC                                 | Lo spazio bianco | Guanyador |
| 2009 | Premi Air For Film Fest                     | Lo spazio bianco | Guanyador |
| 2009 | Premi Gianni Astrei                         | Lo spazio bianco | Guanyador |